# متیل انومیسین بی
متیل انومیسین بی (به انگلیسی: Methylenomycin B) با فرمول شیمیایی C8H10O یک ترکیب شیمیایی با شناسه پاب‌کم 3040648 است. که جرم مولی آن ۱۲۲٫۱۶ گرم بر مول می‌باشد. 